# تصويت محدد
التصويت المحدد (المعروف أيضًا بالتصويت الجزئي أو التصويت الحاجز) هو نظام انتخابي يتم فيه منح الناخبين عددًا أقل من الأصوات مقارنة بعدد المناصب المتاحة. يتم منح المناصب للمرشحين الذين يحصلون على أكبر عدد من الأصوات. وفي حالة خاصة، حيث يمكن للناخب التصويت لمرشح واحد فقط رغم وجود أكثر من منصب، يُطلق على هذا النظام اسم "التصويت غير القابل للتحويل" أو في بعض الأحيان "الصوت الواحد غير القابل للتحويل".

## مثال
تشكل بلدة فوتيرفيل دائرة انتخابية. وينتخب ثلاثة ممثلين للهيئة التشريعية. في الانتخابات تظهر ورقة الاقتراع على النحو التالي:
| بريان بلو     | الحفلة الزرقاء | إكس |
| البريل الأزرق | الحفلة الزرقاء | إكس |
| بوريس بلو     | الحفلة الزرقاء |     |
| روري ريد      | الحفلة الحمراء |     |
| راشيل ريد     | الحفلة الحمراء |     |

للناخب صوتين فقط في هذه الحالة صوت الناخب لصالح بريان وبيريل بلو. ولا يمكنهم الإدلاء بأصواتهم لعضوية ثالثة على الرغم من وجود ثلاثة مقاعد يجري التنافس عليها. يعتبر كل صوت بمثابة صوت واحد من إجمالي الأصوات التي تم التصويت لها للمرشح.

## الممارسة والقضايا
إن التصويت المحدود غالبا ما يمكّن المجموعات الأقلوية من الحصول على التمثيل - على عكس أنظمة التصويت بالأغلبية أو التصويت الكتلوي. ولكن لا يوجد ضمان لتحقيق ذلك، حيث أن فعالية التصويت القطاعي قد تتغير اعتمادًا على عدد المرشحين المقدمين والطريقة التي يتم بها الإدلاء بالأصوات لمرشحي الحزب.
على سبيل المثال، في منطقة "فوتيرفيل" يدعم 54% من الناخبين الحزب الأزرق بينما يدعم 46% الحزب الأحمر. وبافتراض توزيع متساوٍ للدعم في جميع أنحاء المدينة، فإن الحزب الأزرق سوف يفوز بجميع المقاعد الثلاثة إما من خلال تصويت الكتلة أو نظام الأغلبية، بينما لن يفوز الحزب الأحمر بأي تمثيل.
في ظل التصويت المحدود، من المتوقع أن يفوز الحزب الأحمر بمقعد واحد في العادة.
بافتراض أن 20 ألف ناخب في المدينة أدلوا بصوتين لكل منهم، وحصل الحزب الأزرق على 54% من الأصوات وحصل الحزب الأحمر على 46%، فإن النتائج قد تكون:
| بريان بلو     | 9800 صوتا | مُنتخب |
| البريل الأزرق | 9600 صوتا | مُنتخب |
| بوريس بلو     | 2200 صوت  |       |
| روري ريد      | 9200 صوت  | مُنتخب |
| راشيل ريد     | 9200 صوت  |       |

وبذلك يحصل الطرفان على التمثيلية.
لكن قدرة الأقلية على الحصول على التمثيل (مقعد واحد على الأقل) في ظل التصويت المحدود محدودة. ولكي نضمن الفوز بمقعد واحد من بين ثلاثة مقاعد عندما يكون لكل ناخب صوتان، فمن الضروري الحصول على أصوات ثلثي الناخبين بالكامل. في الحالة المذكورة أعلاه، حصل الحزب الأحمر على دعم ما يزيد قليلاً على ثلثي الناخبين.
ومع ذلك، إذا رشح حزب الأغلبية ثلاثة مرشحين على أمل الحصول على جميع المقاعد، فقد يعاني من انقسام الأصوات، ويحصل على مقعد واحد فقط. (قد يحدث أن يرشح كل من الحزبين ثلاثة مرشحين، ومن ثم يمكن التكهن بالنتيجة بطرق لا حصر لها.)
ولكن من الممكن أيضا أن يفوز الحزب الأقل شعبية من بين الحزبين بعدد مقاعد أكبر من الحزب الآخر. إن الحزب الأزرق، حتى لو كان الحزب الأكثر شعبية، قد لا يفوز إلا بمقعد واحد من المقاعد المتاحة إذا حاول الفوز بالمقاعد الثلاثة وتجاوز حدوده.
نظرًا لأن الحزب الأزرق يمتلك نحو 60% من الأصوات، فقد يكون لديه رغبة في محاولة الفوز بجميع المقاعد الثلاثة. لتحقيق ذلك، يجب عليه تقديم ثلاثة مرشحين. أما الحزب الأحمر، فهو يدرك ضعفه النسبي، ومن المحتمل أن يختار تقديم مرشحين فقط حتى لا يشتت أصواته. (نظرًا لأن لكل ناخب صوتين، لا يوجد سبب للاكتفاء بمرشح واحد.)
بافتراض أن 20,000 ناخبًا في المدينة قد أدلوا بصوتين لكل منهم، قد تكون النتائج على النحو التالي:
| بريان بلو     | 8600 صوت | انتخب |
| البريل الأزرق | 8000 صوت |       |
| بوريس بلو     | 5000 صوت |       |
| روري ريد      | 9200 صوت | انتخب |
| راشيل ريد     | 9200 صوت | انتخب |

من خلال ترشيح ثلاثة مرشحين، انقسمت أصوات الحزب الأزرق وخسرت الانتخابات، على الرغم من حصولها على أغلبية واضحة من دعم الناخبين في المدينة.
وكما يتبين من هذا المثال، فإن التصويت المحدد لا يؤدي دائما إلى تمثيل نسبي.
هناك طريقة أخرى قد يفشل فيها النظام في تحقيق التمثيل العادل وهي إذا كان الحزب الأكبر منظمًا للغاية ويمكنه ترتيب توزيع أصوات أنصاره لتحقيق أقصى فائدة، في حين أن الأحزاب الأخرى ليست منظمة بشكل جيد.
في إسبانيا، حيث كان التصويت المحدد يُستخدم في معظم الانتخابات حتى عام 1936 وحيث لا يزال يُستخدم اليوم في انتخابات مجلس الشيوخ، كان يُطلق على هذه الممارسة اسم "ir al copo" (من الفعل "copar"، الذي يعني "تحقيق" أو "الاستحواذ"). في كل من انتخابات عامي 1977 و 1979 العامة في إسبانيا، فاز اتحاد الوسط الديمقراطي بجميع المقاعد الثلاثة في دائرة غران كناريا.
في هذا المثال التالي، تمكن حزب من تحقيق فوز شامل بأماكن الدائرة ثم قام بتوجيه التصويت بطريقة منهجية لضمان تحقيق فوز شامل مرة أخرى. في انتخابات عام 1880 لثلاثة أعضاء في البرلمان عن مدينة برمنغهام الإنجليزية، قام الناخبون بالإدلاء بصوت واحد أو صوتين. ملأ مرشحو الحزب الليبرالي جميع المقاعد الثلاثة، مما ترك الحزب المحافظ دون تمثيل. وهذا رغم أن أصوات الحزب الليبرالي كانت مقسمة بين ثلاثة مرشحين. وبالتالي، لم ينتج عن التصويت المحدود تمثيل مختلط. قد يكون الحزب المحافظ قد حصل على حوالي 15,000 مؤيد، بينما حصل مرشحو الحزب الليبرالي على دعم من حوالي 31,000، لذا فإن الظلم في النتيجة ليس جليًا كما يبدو عند رؤية 29,000 صوت لصالح الحزب المحافظ يتم تجاهلها. (كان دعم الناخبين للحزب المحافظ في برمنغهام أقل من عتبة الـ40% المضمونة للتمثيل المذكورة سابقًا.)
ولكن بسبب التصويت المحدود، كان من الممكن أن يحصل مرشحو الحزب المحافظ على صوت واحد من 29,000 ناخب، بينما يحصل مرشحو الحزب الليبرالي على صوت واحد على الأقل من جميع الـ47,000 ناخب. إن تقييم عدالة نتائج الانتخابات (ومعرفة نسبة الناخبين الذين شهدوا انتخاب خيارهم) يكون أسهل بكثير عندما يكون لكل ناخب صوت واحد فقط.
| الحزب   | المرشح                    | الأصوات | النسبة المئوية | التغيير%  |
| ------- | ------------------------- | ------- | -------------- | --------- |
| ليبرالي | فيليب هنري مونتز          | 22,969  | 24.27          | غير معروف |
| ليبرالي | جون برايت                 | 22,079  | 23.33          | غير معروف |
| ليبرالي | جوزيف تشامبرلين           | 19,544  | 20.65          | غير معروف |
| محافظ   | إف. جي. بيرنابي           | 15,735  | 16.63          | غير معروف |
| محافظ   | هون. إيه. سي. جي. كالثورب | 14,308  | 15.12          | غير معروف |

مجموع الأصوات المدلى بها = 94,635.
العدد التقديري للناخبين الذين صوتوا = 47,318 (أو أكثر)
عدد الناخبين المؤهلين = 63,398
نسبة المشاركة = 74.6 بالمائة
- ملاحظة: يتم حساب نسبة المشاركة استنادًا إلى العدد المقدر للناخبين الذين أدلوا بأصواتهم، والذي يتم حسابه عن طريق قسمة عدد الأصوات المُعطاة على اثنين. إلى الحد الذي لم يستخدم فيه الناخبون كلا أصواتهم الممكنة (وبالتالي صوت عدد أكبر من الناخبين مقارنة بعدد الأصوات المُعطاة مقسومًا على اثنين)، ستكون نسبة المشاركة أقل من الواقع.[3]

شرح تشارلز سيمور في كتابه "الإصلاح الانتخابي في إنجلترا وويلز" رد فعل الليبراليين في برمنغهام بعد تطبيق نظام التصويت المحدود.
أدرك الليبراليون في برمنغهام أنه إذا كانوا يرغبون في الاحتفاظ بالمقعد الثالث، يجب أن يتم تقسيم أصواتهم بشكل اقتصادي بين المرشحين الثلاثة. ولمنع إهدار الأصوات، كان لا بد من إنشاء منظمة قادرة على التحكم بشكل مطلق في اختيار الناخبين؛ ويجب على كل ناخب التصويت دائمًا كما طُلب منه. كانت نجاحات منظمة برمنغهام، التي أصبحت تُعرف قريبًا باسم "الكوكوس"، غير منقطعة، ولم يُنتخب أي مرشح محافظ. تم تقليد هذه المنظمة في العديد من الدوائر الانتخابية الأخرى، مما أطلق عصرًا جديدًا في تطوير آليات الحزب الانتخابية، وكان لتأثيرها على النظام التمثيلي أثر عميق.
في حالة التصويت الفردي في دائرة انتخابية من ثلاث مقاعد (مثل التصويت الفردي غير القابل للتحويل)، مع نفس سلوك التصويت المحتمل — 31,000 ناخبًا من الحزب الليبرالي و15,000 من الحزب المحافظ — يبدو من المرجح أن الحزب المحافظ كان سيحقق مقعدًا واحدًا إذا ترشح مرشح واحد فقط. أما إذا ترشح الحزب المحافظ بمرشحين، فمن المرجح أن يفوز الحزب الليبرالي بجميع المقاعد الثلاثة كما هو الحال في التصويت المحدود.

## أنواع التصويت المحدود
ووصف أحد خبراء العلاقات العامة نوعين من التصويت المحدود:
- التصويت المحدود (الشكل العادي) حيث يكون لكل ناخب عدد من الأصوات يعادل أكثر من نصف المقاعد المراد شغلها. ومن الأمثلة على ذلك انتخابات برمنغهام عام 1880 المذكورة أعلاه.
- التصويت المحدود (شكل خاص) حيث يكون لكل ناخب عدد من الأصوات يعادل أقل من نصف المقاعد المراد شغلها. ومن الأمثلة على ذلك ما حدث في اليابان أثناء الاحتلال الذي قادته قوات الحلفاء بقيادة الولايات المتحدة. في أول انتخابات بعد الحرب العالمية الثانية عام 1946: في الدوائر الانتخابية التي تضم عشرة ممثلين أو أقل، كان لكل ناخب صوتان؛ وفي الدوائر الانتخابية التي تضم عشرة ممثلين أو أقل، كان لكل ناخب ثلاثة أصوات، وفي الدوائر الانتخابية التي تضم أكثر من عشرة ممثلين.

## التاريخ والاستخدام الحالي
في التاريخ
- في الأرجنتين خلال انتخابات مجلس النواب بين عامي 1912 و 1948، ومن 1958 إلى 1962.
- في إسبانيا للانتخابات العامة والإقليمية والمحلية حتى عام 1936.
- في البرتغال للانتخابات التشريعية بين عامي 1911 و 1919.
- في المملكة المتحدة بين عامي 1867 و 1885 لبعض دوائر مجلس العموم.
- في إيطاليا في أواخر القرن التاسع عشر.
- في اليابان خلال الاحتلال الأمريكي بعد الحرب العالمية الثانية في أول انتخابات بعد الحرب عام 1946، حيث كان يُسمح للناخبين بالتصويت مرتين في الدوائر التي يوجد فيها عشرة ممثلين أو أقل، وثلاث مرات في الدوائر التي تضم أكثر من عشرة ممثلين.
- في إستونيا في انتخابات "مجلس إستونيا" عام 1990.[5]
- في كندا في انتخابات أونتاريو الإقليمية في عامي 1896 و 1900 لاختيار أعضاء البرلمان المحلي في تورونتو.

في الحاضِر
- في إسبانيا منذ استعادة الديمقراطية (نهاية حكم الجنرال فرانكو) لاختيار أعضاء مجلس الشيوخ من البر الرئيسي (حيث يُسمح للناخبين بالتصويت ثلاث مرات لكل ناخب لأربعة مقاعد في كل محافظة).
- في الولايات المتحدة لانتخاب معظم المناصب البلدية في ولاية كونيتيكت، ولجان المقاطعات في ولاية بنسلفانيا، وبعض الولايات الأخرى. تم اعتماد هذا النظام لحل قضايا حقوق التصويت في أكثر من 20 بلدية في ألاباما وكارولينا الشمالية، كما هو موضح في مقال "التصويت المحدود بديل للتقسيم الانتخابي الإيجابي" (الجغرافيا السياسية، المجلد 17، العدد 6، أغسطس 1998، الصفحات 701-728) للباحثين أرينغتون وإنغلس.في عام 2009، أمر قاضٍ فيدرالي باستخدامه في انتخابات مجلس المدرسة في يوكليد، أوهايو.[6]
- في جبل طارق (حيث يُسمح للناخبين بالتصويت عشر مرات لكل من الـ 17 مقعدًا).

## نسخة "النسبة الثابتة" أو القائمة المغلقة للتصويت المحدود
نظام الانتخابات الذي يتم فيه تخصيص مقعدين للقائمة الحزبية الرائدة ومقعد واحد للقائمة الحزبية الثانية عادةً ما يعطي نفس النتيجة مثل التصويت المحدود الذي يتيح للناخبين التصويت مرتين لثلاثة مقاعد. يُستخدم هذا النظام في مجلس الشيوخ الأرجنتيني و 96 من أصل 128 مقعدًا في مجلس الشيوخ المكسيكي، بالإضافة إلى مجلس الشيوخ في بوليفيا حتى عام 2005. كما تم استخدام نظام مشابه في انتخابات الجمعية التأسيسية في بوليفيا التي جرت في 2 يوليو 2006.

## روابط خارجية
- دليل تصميم النظام الانتخابي نسخة محفوظة 24 ديسمبر 2009 على موقع واي باك مشين. من المؤسسة الدولية للديمقراطية والانتخابات
- مواد مرجعية لتصميم الانتخابات من مشروع ACE